# Stampa a trasferimento termico

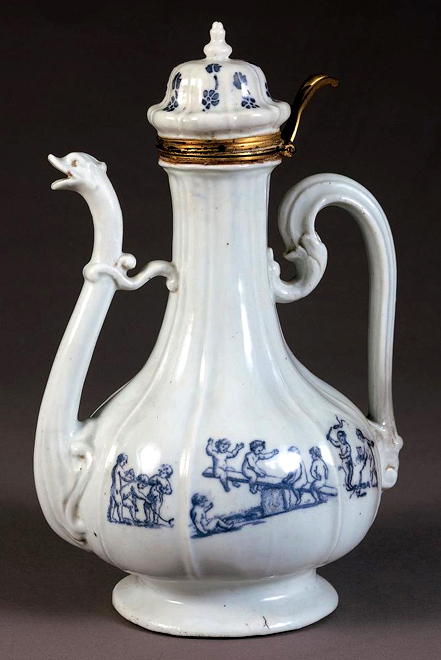
Caffettiera decorata a giochi di puttini in blu con la tecnica della stampa a trasferimento termico o "a riporto". Ginori a Doccia, 1745-50. Museo Richard-Ginori della Manifattura di Doccia.

Con la definizione di stampa a trasferimento termico si intende un procedimento, utilizzato nella produzione su larga scala, grazie al quale si applica un'immagine o un disegno su una superficie curva o comunque irregolare di un manufatto. Il campo di applicazione più comune del procedimento è quello della stampa su porcellana o altre ceramiche dure.
Il procedimento di stampa a trasferimento termico è stato sviluppato in Inghilterra a metà del XVIII secolo anche se anticipazioni della tecnica furono messe a punto ed utilizzate dalla manifattura Ginori a Doccia un decennio prima.
L'immagine viene dapprima incisa su una piastra di rame sulla quale vengono poi passati inchiostri (spesso mischiati con olio) di diverso colore. La piastra viene quindi riscaldata per permettere ai colori di penetrare più in profondità nelle incisioni. A questo punto il disegno viene impresso su una carta speciale.
La carta viene quindi messa sull'oggetto in ceramica, che ha già iniziato il processo di cottura ma non è ancora vetrinato, in modo che l'immagine si trasferisca sull'oggetto stesso; l'oggetto viene quindi smaltato e cotto nuovamente in modo da rendere l'immagine permanente. Dato il notevole numero di passaggi che richiede, il procedimento di stampa a trasferimento termico è piuttosto dispendioso sia sotto il profilo economico che di tempo.
Prima dell'invenzione del processo di stampa a trasferimento termico le immagini potevano essere messe su oggetti di ceramica solo dipingendole a mano e sottoponendole a smaltatura; la sua scoperta rappresentò una forte spinta verso la produzione di oggetti ceramici decorati per il mercato di massa. Si pensa che il processo sia stato sviluppato da John Sadler e Guy Green di Liverpool. Tuttavia è ai consistenti miglioramenti apportati al processo dalla manifattura Wegwood che viene generalmente attribuita la popolarità del metodo, proseguita anche nei secoli successivi.

## Storia
Il mondo della ceramica e della stampa erano già strettamente correlati, con un gran numero di stampe copiate dai pittori su ceramica, in particolare porcellana, per la quale le stampe, comprese le illustrazioni di libri, erano la principale fonte di immagini. Le prime scene, per lo più relativamente piccole e su pezzi più grandi che occupavano solo il centro del pezzo, includevano coppie o piccoli gruppi di pastori, paesaggi, rovine classiche, navi e ritratti, in particolare degli eroi militari della guerra dei sette anni del 1756-63. Tutto ciò proveniva dal repertorio esistente della pittura su porcellana, con scene di Esopo come riferimenti letterari più popolari.
Le ceramiche inglesi stampate a trasferimento termico sono registrate a New York dal 1776, e il Nord America divenne un mercato importante. A quel tempo la stampa a trasferimento termico sulle raffinate terrecotte come la terraglia (di color crema, nota come creamware in inglese e in Francia come faïence fine) era diventata comune. Un gran numero di disegni celebrava la nuova repubblica e in particolare George Washington, con elaborate decorazioni attorno all'immagine centrale mentre il secolo volgeva al termine.
Un tipo particolarmente distintivo di ceramica da stampa a trasferimento termico, con un motivo floreale su tutta la superficie, è chiamato chintz o chintzware.

### Italia
Sebbene l'Inghilterra abbia dominato la storia della stampa commerciale a trasferimento termico, la tecnica era stata utilizzata per la prima volta in Italia. Alcuni pezzi di maiolica, probabilmente provenienti da Torino, mescolano elementi stampati e dipinti nella loro decorazione. Risalgono alla fine del XVII secolo, o forse all'inizio del XVIII; sono noti quattro pezzi sopravvissuti. Tra il 1749 e il 1752 circa, proprio all'epoca delle prime stampe inglesi, anche l'industria di porcellana Ginori a Doccia vicino a Firenze utilizzò la stampa a trasferimento termico. Tale industria sperimentò anche con gli stencil e alcuni pezzi prodotti da essa mescolano queste tecniche. Di essi sono noti circa 50 pezzi sopravvissuti.

### Inghilterra
Negli anni '50 del Settecento tre uomini fecero progressi significativi nell'applicazione della decorazione stampata alle superfici ceramiche; non sembra probabile che fossero a conoscenza dei precedenti italiani. La maggior parte dei primi utilizzi avveniva su costosi articoli in porcellana, in contrasto con il XIX secolo, quando era molto più utilizzato su terracotta. Inizialmente, tutti i pezzi erano stampati con soprasmalto, un metodo di decorazione della ceramica, più spesso porcellana, in cui la decorazione colorata viene applicata sulla superficie già cotta e smaltata, e poi fissata in una seconda cottura a una temperatura relativamente bassa, spesso in un forno a muffola. Un singolo piatto in porcellana di Chelsea sopravvive al British Museum, che ha un disegno stampato a trasferimento termico e la forma "ancora sollevata" del marchio Chelsea, che indica una data tra il 1750 e il 1752. Un artista svizzero dello smalto registra anche di aver visto la stampa eseguita in una fabbrica non identificata vicino (ma diversa) dagli stabilimenti Chelsea, durante una visita a Londra che si concluse alla fine del 1752.
Nel 1751 John Brooks, un incisore irlandese allora attivo a Birmingham, presentò una petizione per un brevetto per "stampa, impressione e inversione su smalto e porcellana da lastre incise, incise all'acquaforte e maniera nera e da ritagli su legno e metallo...". Si occupò principalmente di decorazioni stampate su smalti; scatole, targhe, medaglioni, eccetera. La sua domanda di brevetto fallì e si trasferì da Birmingham a Londra dove continuò a presentare domanda di brevetto senza successo. Fu coinvolto nella prima stampa su smalti a Battersea a Londra e probabilmente a Bilston vicino a Birmingham.
La stampa su smalto probabilmente iniziò intorno al 1753 (una lettera di Horace Walpole datata 7 settembre 1755 menziona una scatola Battersea stampata), e intorno al 1756 il suo processo fu utilizzato su alcune porcellane di Bow, sebbene i risultati non fossero eccellenti, forse perché la glassa era "troppo morbida e fusibile", dando una tendenza a sfocare l'immagine. I colori degli anni '50 del Settecento erano un "nero violaceo o brunastro" o un "bellissimo rosso mattone caldo". Intorno al 1760 vennero prodotte alcune ceramiche stampate con sottosmalto in blu, un metodo in cui la decorazione dipinta viene applicata sulla superficie prima che venga ricoperta con una vetrina trasparente e cotta in un forno.
5 anni dopo il primo tentativo di brevetto di Brooks, nel 1756, John Sadler (in collaborazione con Guy Green) affermò in una dichiarazione giurata di brevetto di aver trascorso gli ultimi sette anni a perfezionare un processo per la stampa su piastrelle e di essere in grado di "stampare più di 1200 piastrelle di terracotta di diversi modelli" in un periodo di 6 ore. Sadler e Green stamparono a Liverpool, dove il loro commercio includeva la stampa su smalto su terracotta smaltata con stagno, porcellana e terraglia. 
La stampa a trasferimento termico nella fabbrica di porcellana di Worcester negli anni '50 del Settecento è solitamente associata a Robert Hancock, un incisore, che firmò alcuni pezzi e aveva anche lavorato per Bow. Richard e Josiah Holdship, i dirigenti di Worcester, furono molto favorevoli e coinvolti nel lavoro di Hancock. Verso la metà degli anni '50 del Settecento la fabbrica di Worcester produceva sia stampe sottosmalto in blu che stampe soprasmalto, prevalentemente in nero. Alcuni pezzi stampati avevano forme complicate e includevano dorature, dimostrando che la tecnica era a questo punto considerata adatta per prodotti di lusso.
Dal 1842 l'ufficio brevetti del Regno Unito introdusse un sistema di marchi registrati, solitamente impressi o stampati sul lato inferiore dei pezzi. La tecnologia della stampa a trasferimento termico si diffuse anche in Asia. La porcellana di Kawana in Giappone si sviluppò nel tardo periodo Edo ed era un tipo di porcellana blu e bianca.
La Burleigh, realizzata a Burslem, comunità di Stoke-on-Trent, è l'ultima azienda di ceramiche al mondo ad utilizzare ancora la stampa a trasferimento termico sulle sue ceramiche.

## Produttori
I principali produttori inglesi del XIX o XX secolo includono Crown Ducal, Enoch Wood & Sons, Royal Staffordshire, Royal Crownford, Alfred Meakin (Tunstall), Spode, Johnson Brothers e Mason's. Il processo era popolare in altri paesi, tra cui la Germania.

## Galleria d'immagini

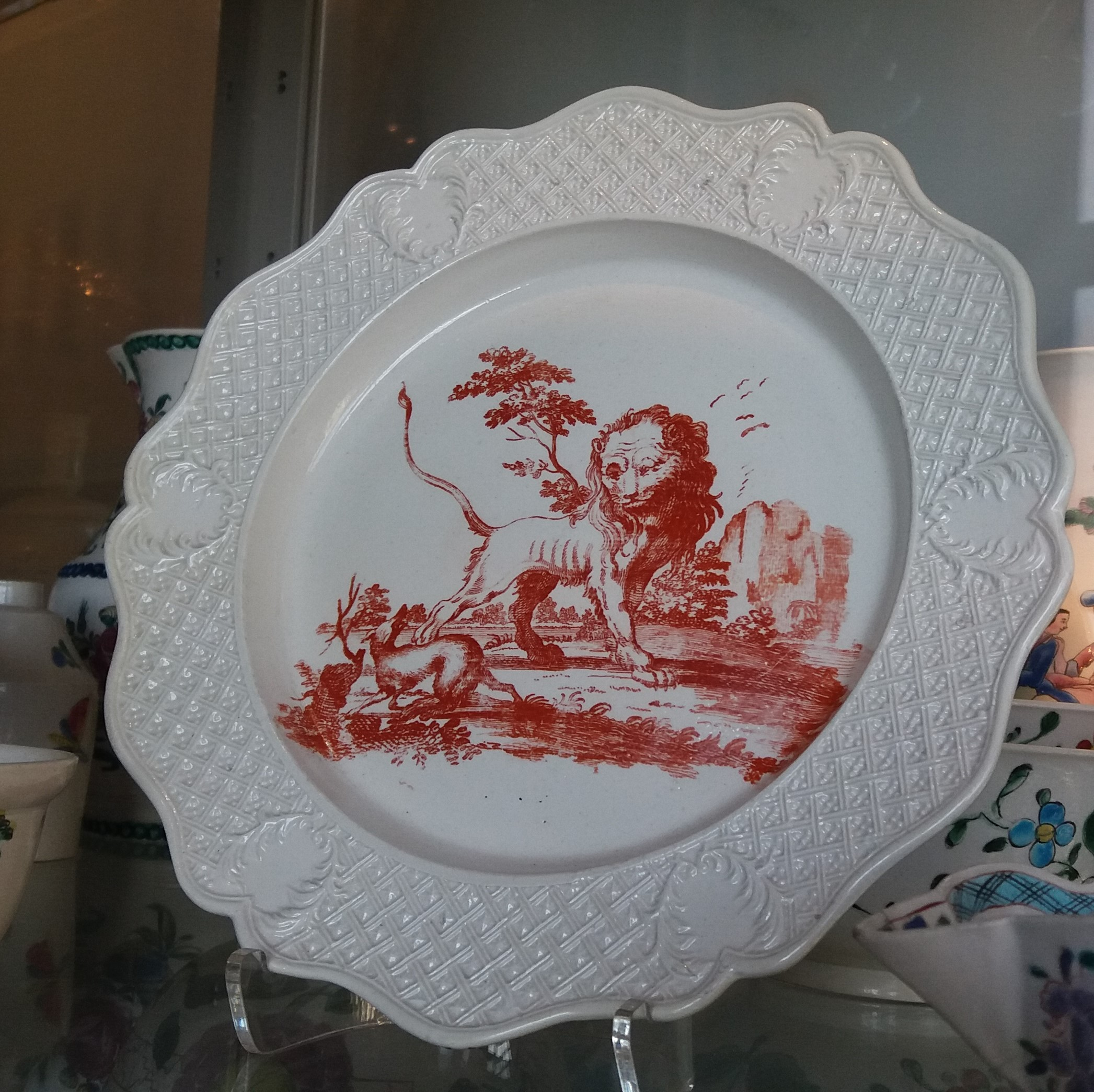
Piatto dello Staffordshire con una scena di Esopo, circa 1760.
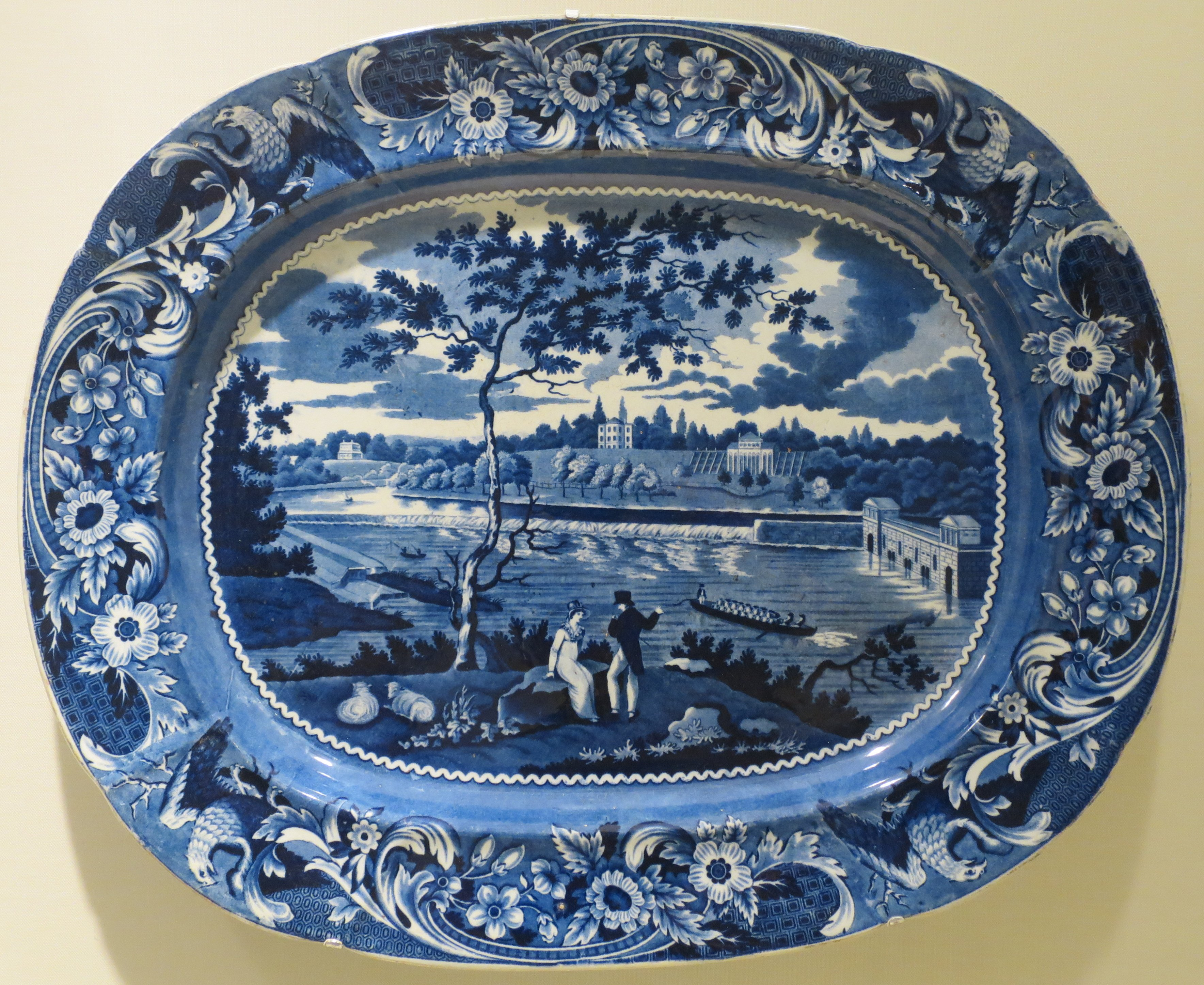
Un tipico piatto del periodo di massima espansione della ceramica stampata a trasferimento termico, 1820-1850; una scena americana ("Fair Mount vicino a Philadelphia") in terracotta.
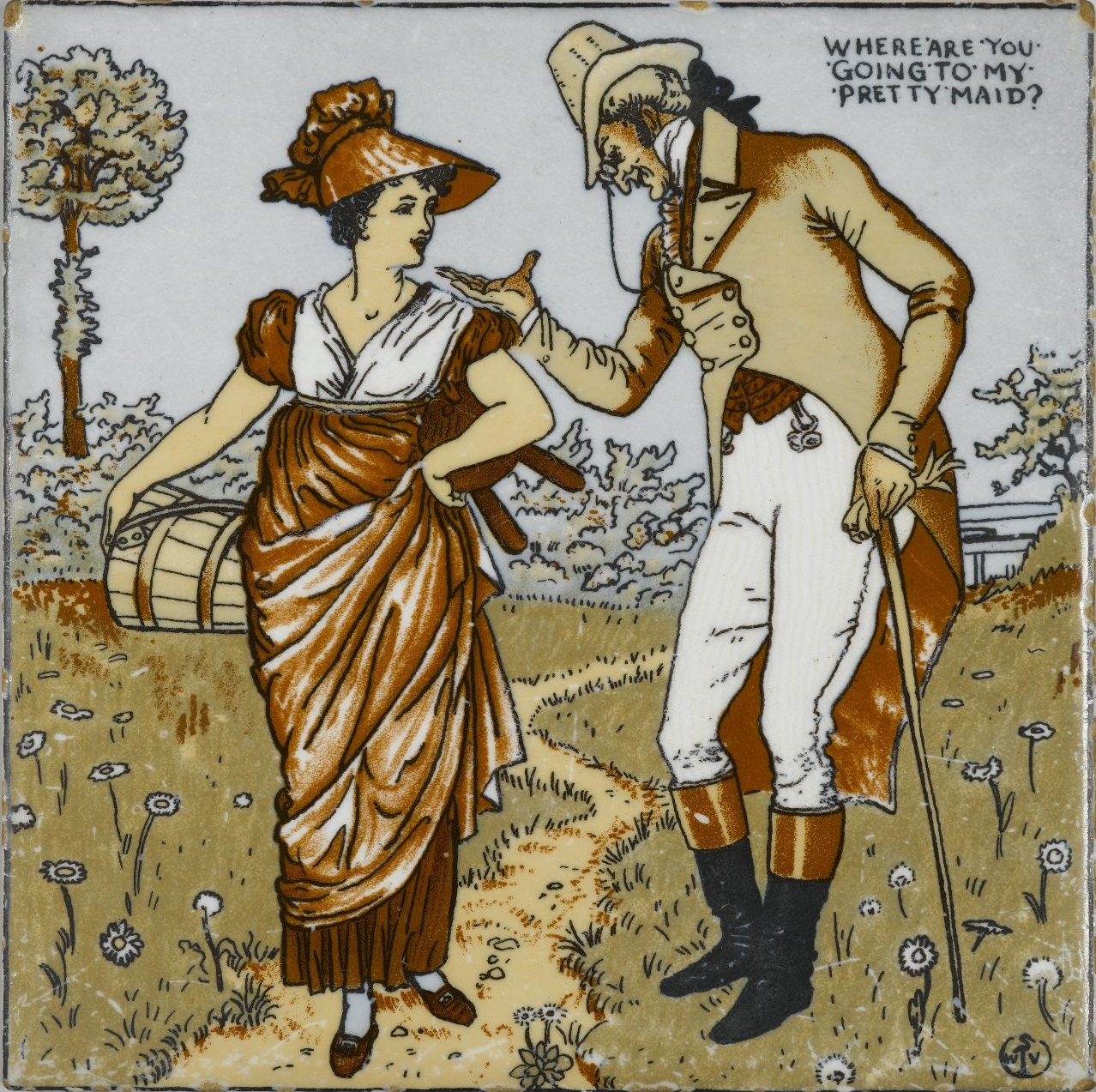
Piastrella disegnata da Walter Crane, circa 1890, realizzata a Wheeling, West Virginia.
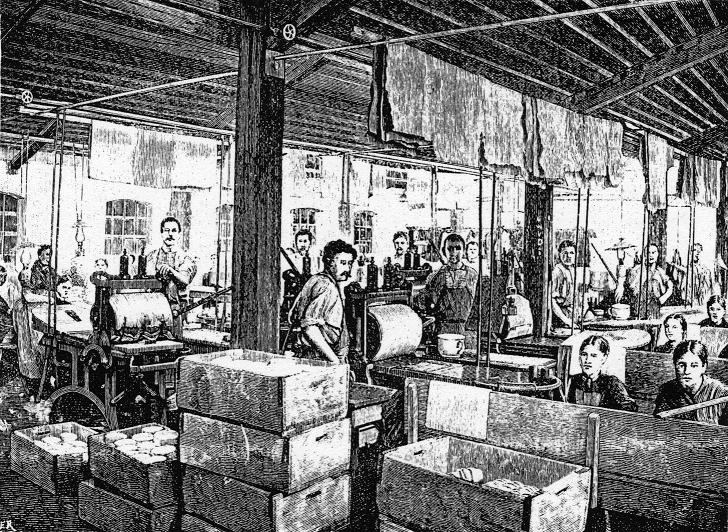
Reparto di stampa a trasferimento termico di una fabbrica di terracotta, Societe Ceramique, Maastricht, 1887.
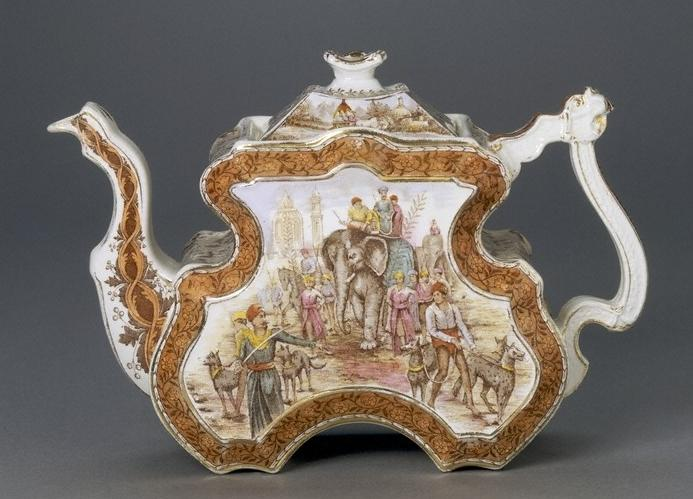
Teiera policroma realizzata dall'azienda Burgess & Leigh, 1896.
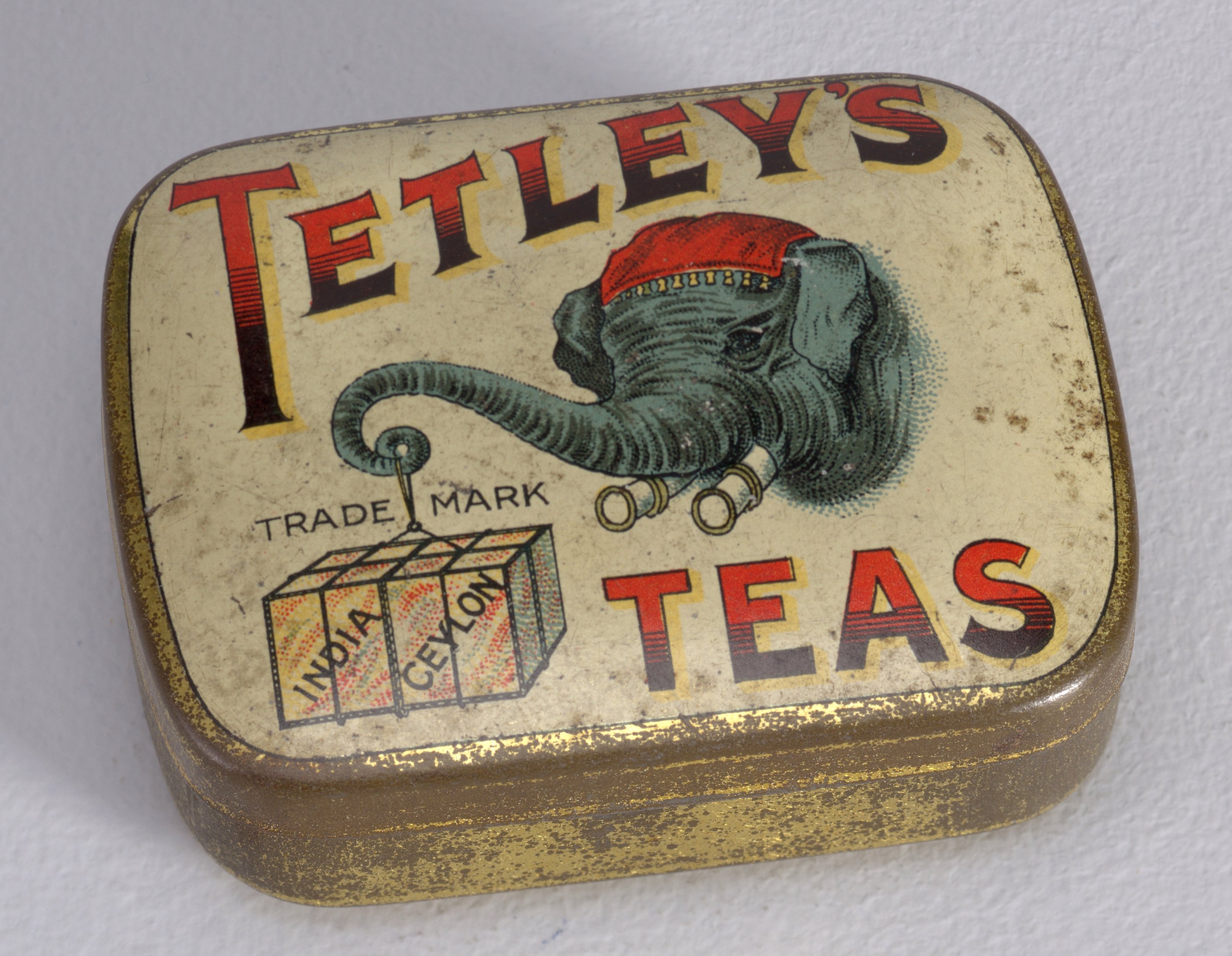
Scatola pubblicitaria di fiammiferi realizzata in metallo, Gran Bretagna, fine del XIX secolo.